# Stourmouth
Stourmouth is een civil parish in het bestuurlijke gebied Dover, in het Engelse graafschap Kent.